# 梅花螳螂拳
梅花螳螂拳，是一種螳螂拳類的中國武術，與羅漢拳有相當的關係。

## 傳承
此術始於李秉霄，康熙年間兵部侍郎李贊元第十七子李本潢的曾孙，曾考取貢生。李家從福建帶入羅漢拳，並與螳螂拳合併，創了羅漢螳螂拳，李秉霄于嘉庆初年到史家河定居，在这裹传授拳術，因他善用雙鉤、人稱李二鉤，被視為一代宗師。後人演變出羅漢螳螂拳、梅花螳螂拳等。
傳人趙珠（梅花螳螂拳第二代），字起祿，清嘉慶至同治時萊陽人。自小文武相修，得李秉霄傳授。趙珠練的螳螂拳環環相繞，招招相扣，恰似梅花朵朵，瓣瓣相連，故有“梅花螳螂拳”的稱號。 
再傳梁學香，字書圃，清道光年間（1820年後）海陽人。家住“德順堂”。身材瘦小。據家鄉的後人說梁學香所住的六間房子是其弟子姜化龍（1855年至1924年）所蓋的。

## 傳說
傳說李秉霄於乾隆年間，得知有某拳術大家於獄中染疾，秉霄通醫術，設法入獄醫治，此人感動，將生平所學螳螂拳傳授秉霄，而李秉霄加上自己原先向雲南土司所學的的梅花拳，合成「梅花螳螂拳」。此說應為清時六合螳螂拳傳說之誤導。因為當時還不見螳螂拳之名稱。

## 特點
太極梅花螳螂拳的運動，手臂時時以弧形、圓形、內纏外纏、內旋外旋為主，腰部不斷的作著扭、擰、纏、轉、旋，配合著身軀和四肢的活動，勇猛激烈，剛柔相濟，四面旋繞，上下螺旋，似蜻蜓點水，如蝴蝶穿花，如下山猛虎，似取水的蛟龍，動如閃電，不動如山，動作陰陽分明，發力囫圇，手無單行，招式連貫，講究招也打，不招也打，連招帶打，環環緊扣。發力時四肢要達到最大限度的長，發力結束屈而不展，故有「張如弛，縮如球」之說。活動時要意集神發，以意為先，發力於腰，根基於腳，枝搖於手，枝搖根固，七長八短，八剛十二柔。